# Lagenodelphis hosei
Lagenodelphis hosei (Фразерів дельфін) — вид плацентарних ссавців родини Дельфінові.

## Поширення
Має пантропічне поширення в основному між 30° пн.ш. і 30° пд.ш. в усіх трьох основних океанах. Це океанічний вид, який воліє триматися глибокої акваторії відкритого моря, але його можна побачити біля берега в деяких областях, де глибокі води наближається до узбережжя (таких як Філіппіни, Тайвань і деякі острови Карибського басейну і Індо-Малайського архіпелагу).

## Фізичні характеристики
До 2,75 м в довжину і до 200 кг в зрілому віці. Має невеликий плавець по відношенню до розміру тіла, помітно невеликі ласти. Спинний плавець і дзьоб також невеликі. Верхня сторона тіла від сіро-блакитного до сіро-коричневого кольору. Животі і горло, як правило, білі, іноді з відтінком рожевого. Темна смуга відділяє ці два стилі забарвлення.

## Поведінка
Поживою служить риба, кальмари і ракоподібні. Плаває групами приблизно від 100 до 1000 особин. Полює в основному в нічний час

## Життєвий цикл
Близько 1 м в довжину і вагою 20 кг при народженні. Статева зрілість настає в близько 7 років.